# HMAS Nizam (G38)
HMAS Nizam (G38) byl torpédoborec třídy N, který sloužil u australského námořnictva během druhé světové války. 

## Stavba
Stavba lodi začala 27. července 1939 v loděnici John Brown and Company, Limited v Clydebanku ve Skotsku. Na vodu byl spuštěn 4. července 1940 a do služby byl přijat 8. ledna 1941. Pojmenován byl po indickém princi Nizam-ul-Mulk, který se podílel na financování jeho výstavby.

## Operační služba
Loď poté převzalo Australské námořnictvo, sloužila na ní australská posádka, ale zůstala i nadále v majetku britské vlády. Do služby torpédoborec vstoupil ve Středomoří, kde ho čekalo intenzivní nasazení během bojů o Krétu. V květnu 1941, spolu s minolovkou Abdiel, na ostrov dvakrát přivezl posily a později se rovněž podílel na evakuaci spojeneckých vojáků z Kréty.
Od ledna 1942 do listopadu 1944 byl součástí Britské východní flotily. Dne 2. září 1945,, v den podpisu japonské kapitulace, se zúčastnil přehlídky v Tokijském zálivu. Dne 17. října byl Nizam převeden k Royal Navy a vyřazen.